# 주기도문교회

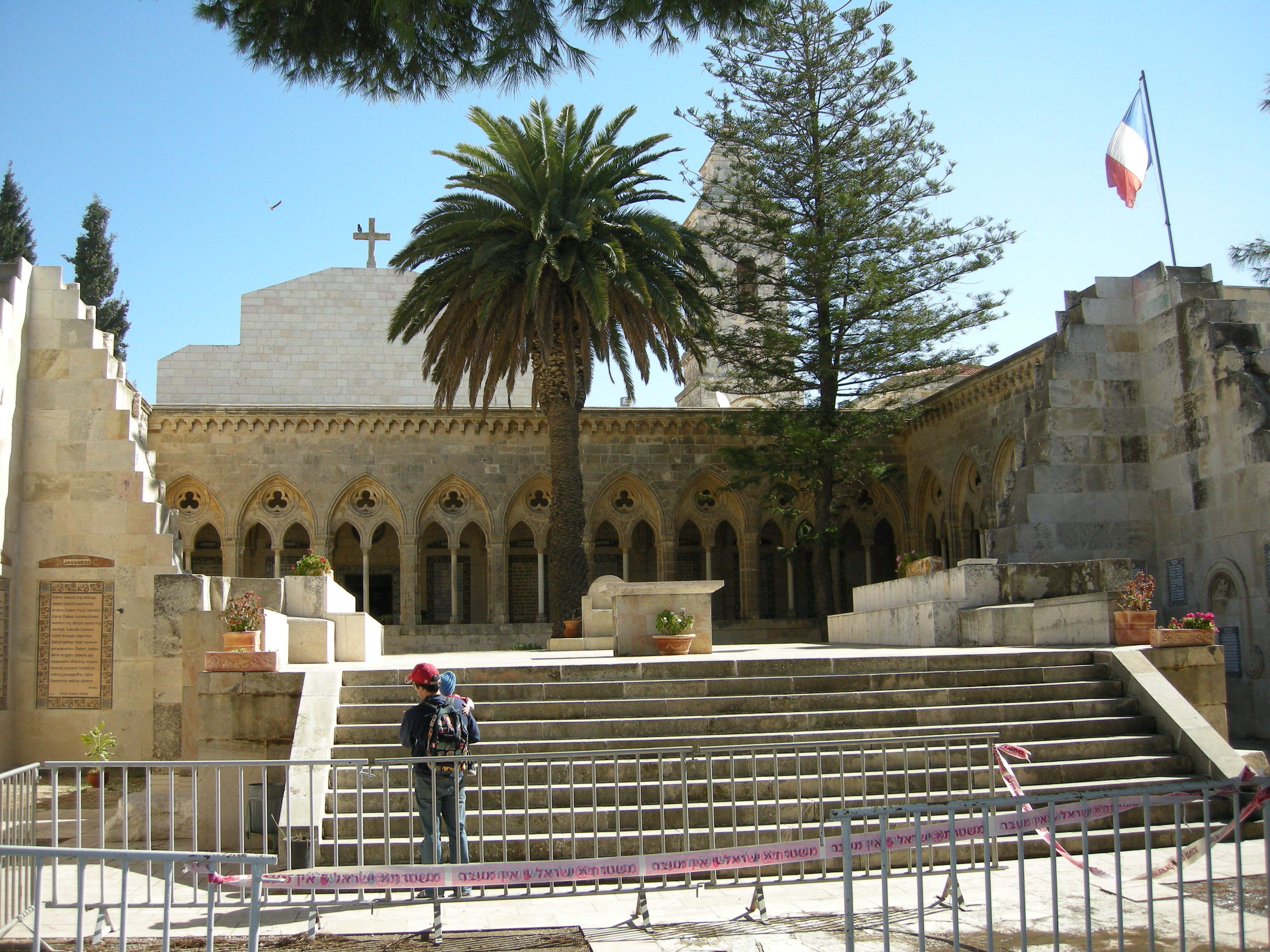

주기도문교회(Church of the Pater Noster)는 예루살렘의 올리브산 (감람산) 위에 주기도문이 시작되는 라틴어을 따서 지은 교회로 예수가 제자들에게 주기도문을 가르치신 곳이며, 말세에 나타나는 징조들에 관해서 말한 곳이라 전해진다. 서기 4세기에 콘스탄티누스 대제가 예수의 말을 기리기 위하여 처음으로 교회를 세웠으나, 614년 페르시아 침공시 파괴되고, 12세기 십자군에 의해 다시 세워진 교회 또한 이슬람교도에 의해 파괴되고 말았다.현재의 교회는 1875년 프랑스에서 가톨릭의 가르멜회 수녀들을 위한 수녀원과 같이 건립한 것으로 수녀원 건물벽에는 한국어를 포함하여 세계 62개 언어로 주기도문을 번역하여 새겨 놓고 있다.